# Francisco Martín del Campo
Francisco Martín del Campo (Ciudad de México, 25 de noviembre de 1957) es un arquitecto y profesor mexicano, entre sus obras más importantes está el complejo comercial de Garden Santa Fe. 

## Semblanza Biográfica
El Arquitecto Francisco Martín del Campo, nació un 25 de noviembre de 1957, en la Ciudad de México
Ingresó a la Universidad la Salle para iniciar sus estudios en Arquitectura; cursó los primeros semestres en dicha Universidad; posteriormente, ingresa a la Universidad Anáhuac, donde continúa sus estudios y se titula como Arquitecto, en el año de 1981.
Colaboró en diversos despachos de México y Estados Unidos, incluido el despacho del Arq. Ricardo Legorreta.
Ha impartido clases y seminarios, en diversas universidades de México, Estados Unidos y España
En 1983, junto con dos colegas, funda su propio despacho, Grupo Arquitectoma.

## Grupo Arquitectoma
En 1983, el Arq. Francisco Martín del Campo, junto con el Arq. José Portilla, fundan Grupo Arquitectoma.
Su primer proyecto, fue el desarrollo de un Edificio de Departamentos, ubicado en la calle de Rubén Darío 123, en la Colonia Polanco de la Ciudad de México.

### Obras Representativas
Actualmente Grupo Arquitectoma, sigue haciendo diseños y desarrollos. Entre los más destacados se encuentran:
- Santa Fe Pads: rascacielos ubicado en Avenida Santa Fe nº443, Cruz Manca, en la delegación Cuajimalpa (Ciudad de México).
- Chapultepec Uno: rascacielos ubicado en Paseo de la Reforma 509, en la Ciudad de México.
- Garden Santa Fe: Centro Comercial Subterráneo y auto-sustentable, con un parque a nivel de calle.

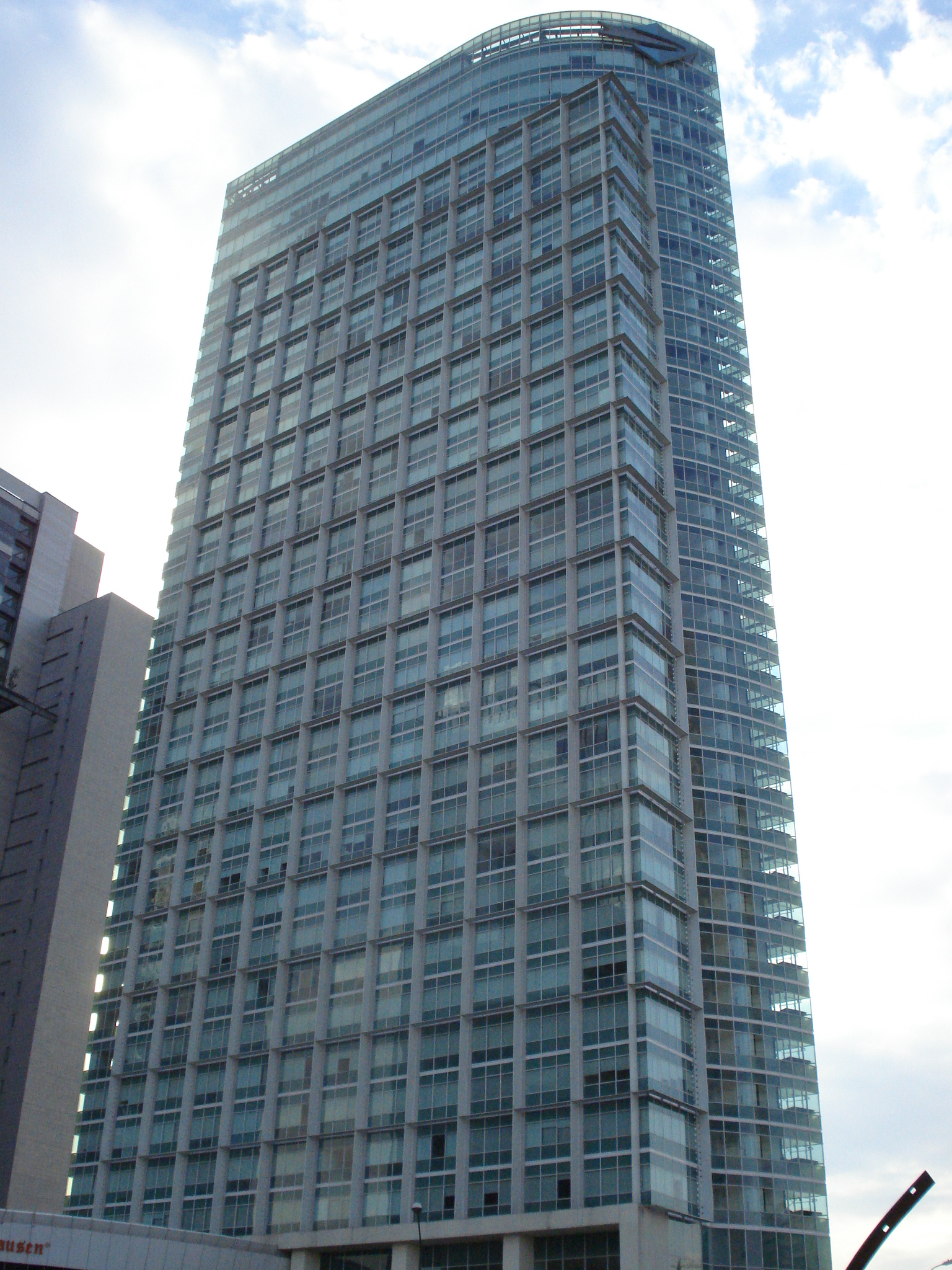
Santa Fe Pads.
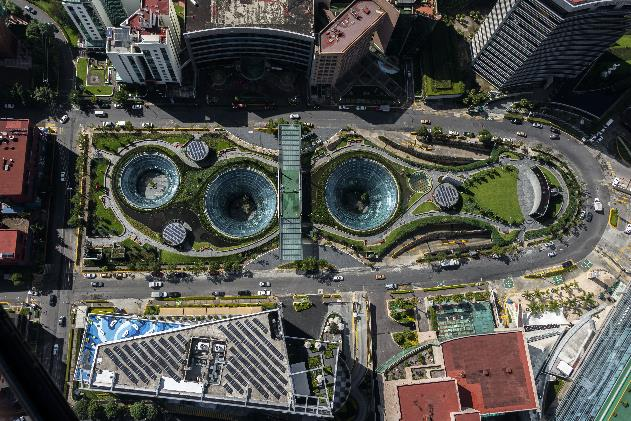
Plaza Garden, vista aérea.
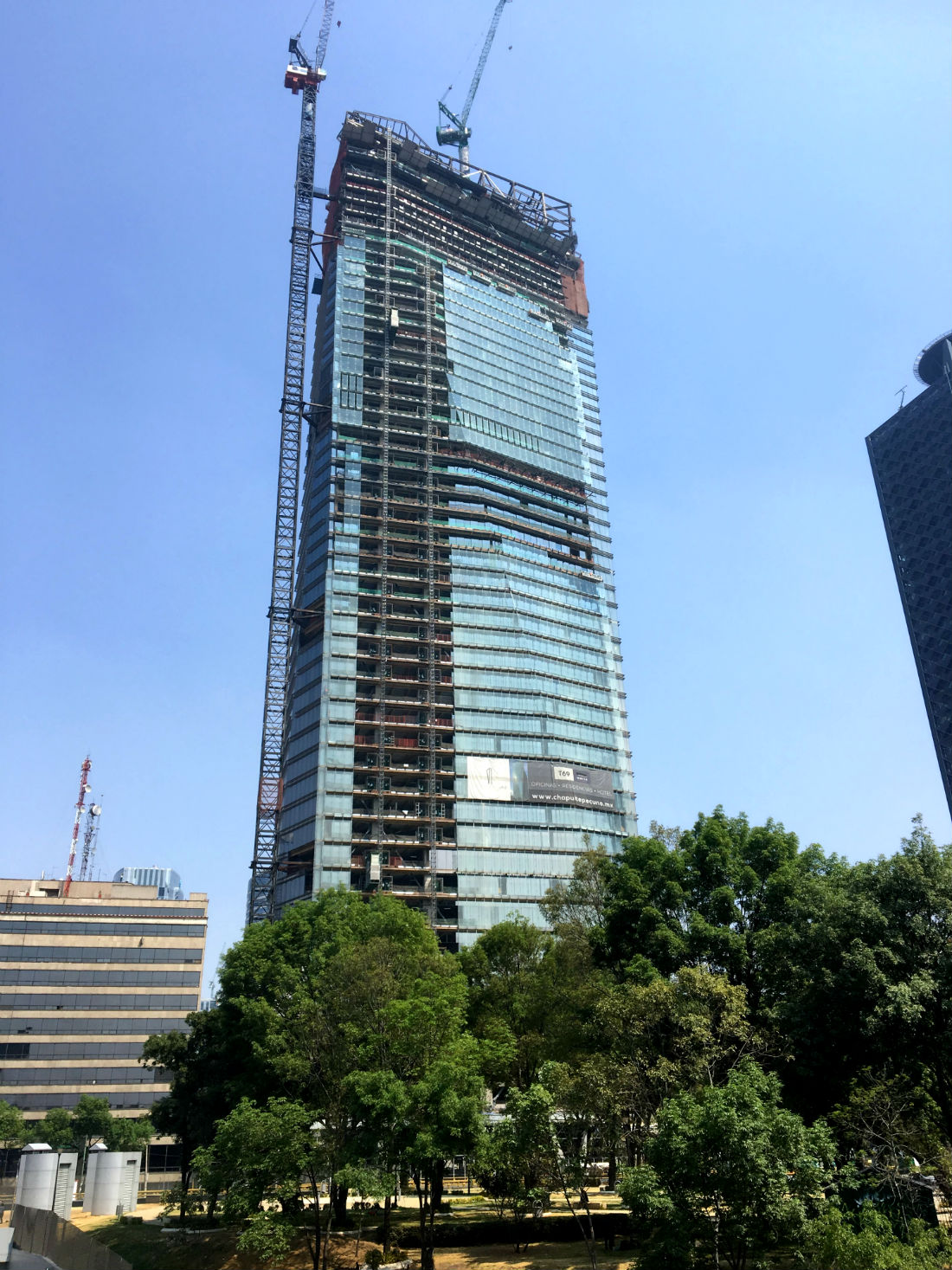
Chapultepec Uno

## Premios
- 2014 La Obra del año 2014, revista Obras de Grupo Expansión.
- 2014 Arquitectura Pública, ARQUITECTURAL DIGEST MÉXICO.
- 2014 ECO CIHAC, Reconversión Sustentable de Edificios.
- 2014 Segundo Lugar, The Real State Show 2014, Asociación de Desarrolladores Inmobiliarios.
- 2015 Segundo Lugar, Diez Despachos Visionarios 2015 de la revista OBRAS de Grupo Expansión.
- 2016 Premio Nacional del IMEI al Edificio Inteligente y Sustentable.
- 2022 Council on Tall Buildings and Urban Habitat Best Tall Mixed-Use Building Award of Excellence Winner, Chapultepec Uno R-509.
- 2022 El Edificio del Año 2022 por Chapultepec Uno R-509, otorgado por el portal Edificios de México.
- 2022 Premio IMEI BOMA México al mejor edificio inteligente y sustentable de usos mixtos, por Torre Chapultepec Uno R-509.
- 2022 Reconocimiento Empresarial de Excelencia, por Mundo Ejecutivo.
- 2022 Reconocimiento Las mil empresas más importantes de México, por Grupo Mundo.
- 2022 National IMEI award for Smart and Sustainable Building, Chapultepec Uno R-509

## Libros
- 2015 Arquitectoma, 30 años de Arquitectura en México.

## Entrevistas
- A Tiempo 21, Entrevista Garden Santa Fe, 14 de marzo del 2014.
- Casa de América, presentación del Libro, Arquitectoma, 30 años de Arquitectura en México, 2 de febrero del 2015.
- Torre Chapultepec Uno, RevistaVirtual Bricks Archivado el 22 de septiembre de 2020 en Wayback Machine., 5 de septiembre del 2017
- Proyectos Diferenciados,Entrevista Foro Expansión ,11 de septiembre de 2017
- Francisco Martin del Campo, Revista QUIÉN, 25 de octubre del 2017